# Pico Marboré
Pico Marboré (arag. Pico Plan de Marmorés) – szczyt w Pirenejach. Leży na granicy między Hiszpanią (prowincja Huesca, w regionie Aragonia) a Francją (departament Pireneje Wysokie). Należy do podgrupy Ordesa i Monte Perdido w Pirenejach Centralnych.
Pierwszego wejścia dokonali Henry Russell i Hippolyte Passet 24 września 1865 r.